# Понте ди Кастелвекио (Пистоја)
Понте ди Кастелвекио је насеље у Италији у округу Пистоја, региону Тоскана.
Према процени из 2011. у насељу је живело 9 становника. Насеље се налази на надморској висини од 289 м.